# Michał Jeliński
Michał Jeliński (født 17. marts 1980 i Gorzów Wielkopolski) er en polsk tidligere roer og olympisk guldvinder.

## Karriere
Jelińskis første store internationale resultat kom, da han var med til at blive juniorverdensmester i dobbeltfirer i 1998. Fire år senere vandt han VM-sølv for U/23-roere, nu i dobbeltsculler. Han var første gang med ved OL i 2004 i Athen i dobbeltsculler med Adam Wojciechowski, men duoen nåede ikke videre end første runde, heller ikke efter opsamlingsheat.
Fra 2005 kom han med i den polske dobbeltfirer, der straks fik succes og vandt verdensmesterskabet samme år i en båd med Konrad Wasielewski, Marek Kolbowicz og Adam Korol ud over Jeliński. Denne præstation gentog de de to følgende år.
Polakkerne var derfor klare favoritter ved OL 2008 i Beijing og vandt da også deres indledende heat og semifinale sikkert, selv om deres tider ikke var imponerende. I finalen gav Jeliński og resten af holdet sig dog fuldt ud og vandt med et forspring på mere end to sekunder til Italien, der fik sølv, men Frankrig fik bronze.
Den polske kvartet vandt derpå endnu en VM-guldmedalje i 2009 samt EM-guld i 2010, men i 2011, hvor Korol ikke længere var med i båden, sluttede polakkerne for første gang i lang tid uden for medaljerækken, da de blev nummer fire ved VM. Ved OL 2012 i London blev det til en sjetteplads, og efter EM senere samme år indstillede Jeliński sin elitekarriere. Jeliński havde i øvrigt været Polens flagbærer ved afslutningsceremonien ved OL 2012.

## OL-medaljer
- 2008:  Guld i dobbeltfirer